# Brigid Kosgei
Brigid Jepcheschir Kosgei (Nairobi, 20 febbraio 1994) è una maratoneta keniota, ex detentrice del record mondiale della specialità con il tempo di 2h14'04".

## Biografia
Brigid Kosgei ha concluso tra le prime due in otto delle nove maratone che ha corso in carriera. È arrivata seconda alla Maratona di Lisbona 2016 alle spalle di Sarah Chepchirchir, con il nuovo record personale di 2h24'45", tempo migliore del precedente record della competizione.
Nel 2017 ha vinto la mezza maratona di Bogotà ed è arrivata terza alla mezza maratona di Copenaghen. Alla Maratona di Chicago 2017 è arrivata seconda, con il record personale di 2h20'22", il sesto tempo più veloce di sempre della competizione. Settimane dopo, ha vinto la Maratona di Honolulu, battendo il record della corsa di oltre cinque minuti.
Nel 2018 è arrivata seconda alla Maratona di Londra, dietro a Vivian Cheruiyot. Dopo essersi infortunata durante la maratona di Bogotà, ha deciso di correre la Great North Run, per allenarsi in vista della maratona di Chicago del 2018, concludendo l'evento seconda, dietro a Vivian Cheruiyot. In seguito ha vinto la Maratona di Chicago, dopo essersi staccata da un gruppo di altri due atlete keniote e tre etiopi dopo 30–35 chilometri di gara, stabilendo il proprio personale in 2h18'35".. Nello stesso anno si è aggiudicata una gara di corsa campestre a Eldoret, in Kenya, e la mezza maratona di Kalya a Kapenguria, sempre in Kenya.
Brigid Kosgei ha vinto la Maratona di Londra 2019 con il tempo di 2h18'20", diventando la donna più giovane atleta a vincere la competizione e stabilendo il terzo miglior tempo di gara dopo Paula Radcliffe nel 2005 con 2h17'42" e Mary Keitany nel 2017 con il record mondiale (per le gare esclusivamente femminili) di 2h17'01". Alla Great North Run del 2019, Kosgei ha vinto in un tempo record di 1h04'28", 23 secondi più veloce del record mondiale di mezza maratona stabilito da Joyciline Jepkosgei ma non omologabile come primato a causa delle caratteristiche del percorso.
Il 13 ottobre dello stesso anno ha vinto la Maratona di Chicago con il tempo di 2h14'04", migliorando il precedente record mondiale di maratona di 2h15'25" della britannica Paula Radcliffe che resisteva dal 2003 ed il primato personale di oltre 4 minuti.

## Record nazionali
Seniores
- Mezza maratona: 1h04'49" ( Ras al-Khaima, 21 febbraio 2020)
- Maratona: 2h14'04" ( Chicago, 13 ottobre 2019)  mx

## Progressione

### Mezza maratona
| Stagione | Tempo    | Luogo         | Data      | Rank. Mond. |
| -------- | -------- | ------------- | --------- | ----------- |
| 2020     | 1h04'49" | Ras al-Khaima | 21-2-2020 | 2ª          |
| 2019     | 1h05'28" | Manama        | 15-3-2019 | 1ª          |
| 2018     | 1h06'49" | Ras al-Khaima | 9-2-2018  | 2ª          |
| 2017     | 1h06'35" | Copenaghen    | 17-9-2017 | 10ª         |
| 2016     | 1h14'08" | Seul          | 22-5-2016 | 356ª        |

### Maratona
| Stagione | Tempo    | Luogo   | Data       | Rank. Mond. |
| -------- | -------- | ------- | ---------- | ----------- |
| 2019     | 2h14'04" | Chicago | 13-10-2019 | 1ª          |
| 2018     | 2h18'35" | Chicago | 7-10-2018  | 4ª          |
| 2017     | 2h20'22" | Chicago | 8-10-2017  | 4ª          |
| 2016     | 2h24'45" | Lisbona | 2-10-2016  | 34ª         |
| 2015     | 2h47'59" | Porto   | 8-11-2015  | 885ª        |

## Palmarès
| Anno | Manifestazione  | Sede  | Evento   | Risultato | Prestazione | Note                                     |
| ---- | --------------- | ----- | -------- | --------- | ----------- | ---------------------------------------- |
| 2021 | Giochi olimpici | Tokyo | Maratona | Argento   | 2h27'36"    | Miglior prestazione personale stagionale |

## Altre competizioni internazionali
2016
- Oro alla Milano Marathon ( Milano) - 2h27'45"
- Oro alla San Silvestre Vallecana ( Madrid) - 32'07"

2017
- 8ª alla Maratona di Boston ( Boston) - 2h31'48"
- Argento alla Maratona di Chicago ( Chicago) - 2h20'22"
- Bronzo alla Mezza maratona di Copenaghen ( Copenaghen) - 1h07'35"

2018
- Argento alla Maratona di Londra ( Londra) - 2h20'13"
- Oro alla Maratona di Chicago ( Chicago) - 2h18'35"
- 7ª alla Mezza maratona di Ras al-Khaima ( Ras al-Khaima) - 1h06'49"
- Oro alla San Silvestre Vallecana ( Madrid) - 29'54"

2019
- Oro alla Maratona di Chicago ( Chicago) - 2h14'04"  mx
- Oro alla Maratona di Londra ( Londra) - 2h18'20"
- Oro alla Mezza maratona di Houston ( Houston) - 1h05'50"
- Oro alla Corrida Internacional de São Silvestre ( San Paolo), 15 km - 48'54"

2020
- Oro alla Maratona di Londra ( Londra) - 2h18'58"
- Argento alla Mezza maratona di Ras al-Khaima ( Ras al-Khaima) - 1h04'49"

2021
- 4ª alla Maratona di Londra ( Londra) - 2h18'40"

2022
- Oro alla Maratona di Tokyo ( Tokyo) - 2h16'02"
- Argento alla Mezza maratona di Lisbona ( Lisbona) - 1h06'46"

2023
- 4ª alla Maratona di New York ( New York) - 2h27'45"
- Oro alla Maratona di Abu Dhabi ( Abu Dhabi) - 2h19'15"

2024
- Oro alla Mezza maratona di Lisbona ( Lisbona) - 1h05'51"